# モーリス・バーク・ロッシュ (第4代ファーモイ男爵)
第4代ファーモイ男爵エドムンド・モーリス・バーク・ロッシュ（英: Edmund Maurice Burke Roche, 4th Baron Fermoy、1885年5月15日 - 1955年7月8日）は、イギリスの政治家、貴族。
ダイアナ元皇太子妃の母方の祖父であり、ウィリアム、ヘンリー両王子の曾祖父、ジョージ王子、シャーロット王女、ルイ王子、アーチー・マウントバッテン＝ウィンザー、リリベット・マウントバッテン＝ウィンザーの高祖父にあたる。

## 経歴
1885年に後に第3代ファーモイ男爵となるジェームズ・ロッシュとその妻フランセス・エレン・ワーク（アメリカ人富豪フランク・ワークの娘）の間の長男として生まれる。
1891年に父と母が離婚し、母に連れられて弟とともにアメリカへ移住した。アメリカ人の祖父フランクは外国人嫌いであり、イギリス貴族に嫁いだ娘を勘当していたが、この離婚により勘当を解き、その代わりイギリス貴族の称号を継がないこと、二度とヨーロッパへ行かないこと、息子たちをアメリカ市民にすることを条件として娘に呑ませた。
アメリカで育ったモーリスはハーバード大学を卒業する。
祖父フランクの死後には裁判所にフランクの遺言の無効を認めさせ、1920年の父の死とともにアイルランド貴族爵位のファーモイ男爵位を継承した。それとともにイギリスへ帰国し、ヨーク公爵アルバート（後のジョージ6世）と親しくなった。その縁で国王ジョージ5世からサンドリンガムのパーク・ハウスの借家権を与えられた。
王立空軍に勤務し、空軍大尉まで昇進した。
1924年から1935年までと、1943年から1945年までキングス・リン選挙区選出の庶民院議員を務めた。所属政党は保守党だった。ファーモイ卿はアイルランド貴族であったので、貴族院議員とならず、庶民院の被選挙権を有していたのである。
1931年にはキングス・リン市長（mayor of king's lynn）に就任する。
1955年7月8日に死去。70歳だった。

## 家族
1931年に、スコットランド出身の軍人ウィリアム・スミス・ギル大佐（Colonel William Smith Gill）の娘ルースと結婚した。二人は25歳も年の差があったが、家庭生活は円満だった。彼女との間に以下の3子を儲ける。
- 第1子（長女）メアリー・シンティア閣下（1934年-）
- 第2子（次女）フランセス・ルース閣下（1936年-2004年）： 1954年に第8代スペンサー伯爵と結婚。ダイアナ皇太子妃らを儲ける。
- 第3子（長男）エドムンド・ジェームズ（英語版） （1939年-1984年）：第5代ファーモイ男爵位を継承。